# V GAS
V GAS è un simulatore 3D domestico sviluppato nel 2005 dalla YDreams per conto della Commissione europea, nello specifico dal Centro Ricerche Comunitarie.

## Origini
Questo programma nacque nell'ambito del progetto comunitario denominato VIRTU@LIS (Social Learning on Environmental Issues with the Interactive Information and Communications Technologies), con lo scopo di sensibilizzare i cittadini europei sulle tematiche della conservazione ambientale e dell'inquinamento domestico tramite un sistema efficiente dal punto di vista comunicativo.
Il progetto è stato un prosieguo e potenziamento del progetto GAS, un software concettualmente identico ma dall'interfaccia molto meno accessibile rispetto al suo successore virtuale.

## Sviluppo
Le funzionalità di V GAS sono state estese principalmente in due campi:
- Praticità dell'interfaccia 3D
- Affidabilità dei dati e del calcolo delle emissioni

L'affidabilità dei dati è stata garantita dal Laboratorio Territoriale di Educazione Ambientale "Laura Conti" di Milano.

## Funzionamento
L'utente ha a disposizione un'abitazione virtuale con tutti gli elettrodomestici ed i comfort abituali, con tanto di studio e garage.
A partire dal soggiorno, l'utente potrà inserire per ogni elettrodomestico della "casa virtuale" i dati corrispettivi agli elettrodomestici della propria casa reale e non solo: potranno essere anche inseriti dati in merito alle sorgenti energetiche che alimentano la casa, se la famiglia ricicla rifiuti (carta, plastica, vetro, eccetera), come vengono di solito trascorse le vacanze e addirittura se all'interno della famiglia c'è qualche componente vegetariano.
L'obiettivo del programma è di essere un cantiere virtuale per modificare la propria casa della vita reale in termini di sostenibilità ambientale: l'utente ha la possibilità di verificare, tramite un pannello di controllo, quanti e quali inquinanti vengono emessi nell'atmosfera a seconda delle abitudini e delle tecnologie domestiche.

## Lingue
Il simulatore V GAS è disponibile nelle seguenti lingue:
- Inglese
- Spagnolo
- Francese
- Italiano
- Portoghese

La manualistica e la maggior parte delle guide non sono state tradotte dall'inglese all'italiano.